# 현한수
현한수(玄漢洙, 1948년 ~ )은 대한민국의 제주특별자치도 북제주군 애월읍 납읍리 출신이며, 전직 행정공무원이고, 전직 제주도 북제주군수 권한대행 및 부군수를 지냈다.

## 학력
- 한국방송통신대학교 졸업

### 비학위 수료
- 제주대학교 행정대학원 고급관리자과정 수료

## 경력
- 1969년 공직에 입문
- 제주도 비서관
- 제주도 북제주군청 투자심사계장
- 제주도 북제주군청 예산담당관
- 제주도 북제주군청 총무과장
- 제주도 북제주군청 감사관
- 제주도 북제주군청 공보관
- 2004.07 ~ 2006.06 제주도 북제주군 부군수
- 2005.06 ~ 2006.06 제주도 북제주군수 권한대행
- 2006.07 ~ 제주특별자치도청 사업운영본부 본부장
- 2013.10 ~ 2016.10 학교법인 동원교육학원 이사장

| 전임 고두배 | 제20대 제주도 북제주군수 부군수 2004년 7월 3일 ~ 2006년 6월 30일 | 후임 (폐지) (제주시 부시장)이상호 |

| 전임 신철주 | 제주도 북제주군수 권한대행 2005년 6월 23일 ~ 2006년 6월 30일 | 후임 (제주시에 통합)김영훈 |